# Nemoria festaria
Nemoria festaria là một loài bướm đêm trong họ Geometridae.